# Debbie Flintoff-King
Debra Lee (Debbie) Flintoff-King (* 20. dubna 1960 Melbourne) je bývalá australská atletka, olympijská vítězka na čtvrtce s překážkami.
Na mistrovství světa v atletice v roce 1987 získala v běhu na 400 metrů překážek stříbrnou medaili. O rok později zvítězila v této disciplíně v olympijském finále v Soulu.